# Евреи в Латвии (музей)
Музей «Евреи в Латвии» — рижский музей, посвящённый истории евреев Латвии. Главные задачи музея — исследование и сохранение всех возможных свидетельств о латвийской еврейской общине от её истоков до наших дней. Музей находится в здании Рижской еврейской общины, в историческом здании еврейского театра и клуба.

## История музея
Музей учредила группа выживших в Холокосте латвийских евреев во главе с известным историком Маргером Вестерманом в 1989 году. Поначалу музей работал как центр документации; первая небольшая постоянная экспозиция, вызвавшая большой интерес общества, была открыта в 1996 году. На данный момент музей расположен в трёх залах и представляет историю евреев Латвии с XVI века до 1945 года. В музее проходят лекции, образовательные программы, концерты и другие культурные мероприятия.

## Экспозиция

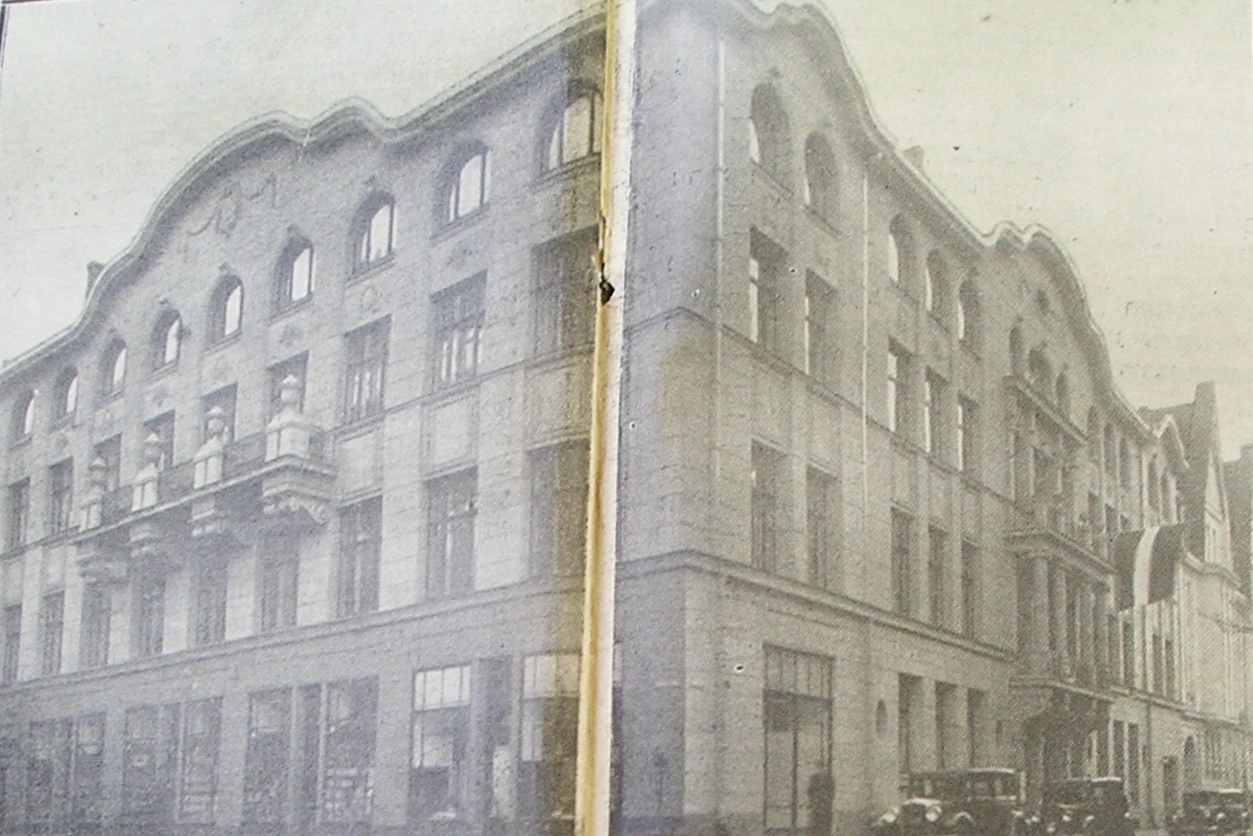
Здание Еврейского клуба, 1938

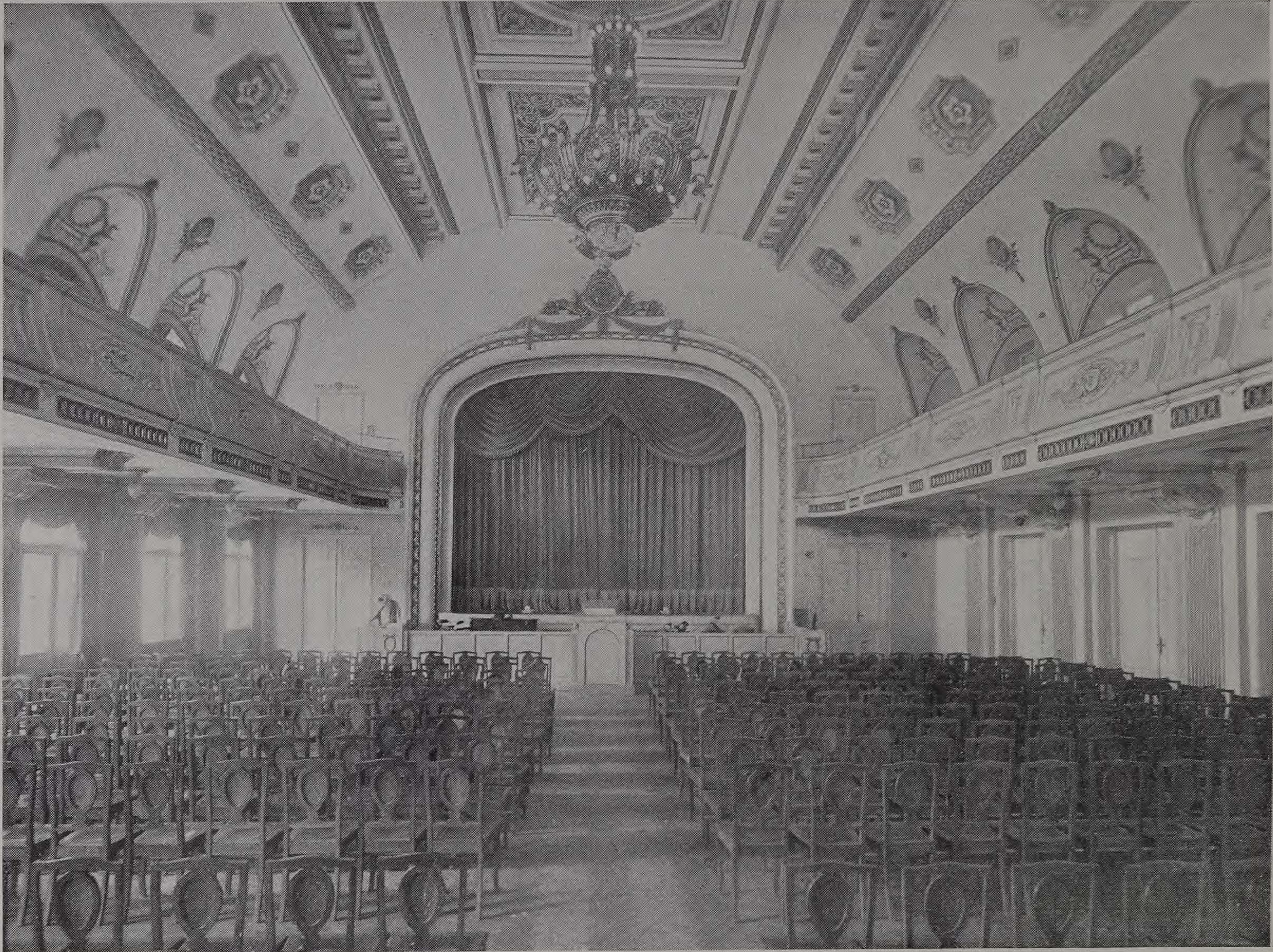
Большой зал Еврейского клуба, 1926

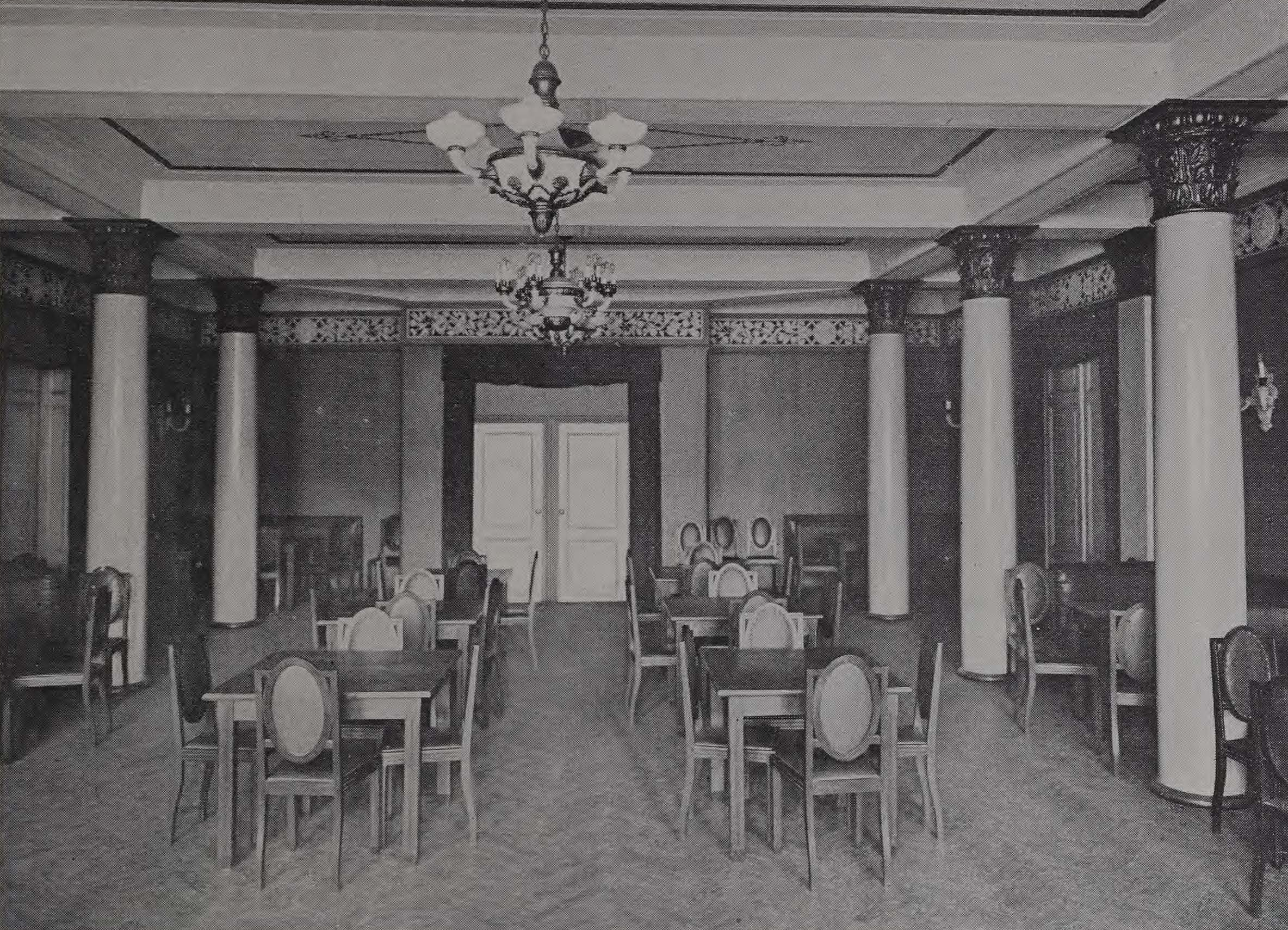
Обеденный зал Еврейского клуба, 1926. Сейчас — главный зал музея

Экспозиция музея состоит из трех частей — евреи с момента появления на территории Латвии в XVI веке до 1918 года, евреи в Латвии 1918—1941 гг. и евреи в оккупированной нацистами Латвии. Экспозиция рассказывает об общественной, экономической, политической, интеллектуальной и религиозной жизни, правовом положении, а также об участии евреев в различных исторических событиях Латвии. Третий зал посвящён трагическим событиям Холокоста на территории Латвии. Особый раздел посвящён «Праведникам мира» — людям, которые рисковали жизнью, спасая евреев от уничтожения.

## Коллекция музея
Коллекция музея «Евреи в Латвии» является тем фундаментом, на который музей опирается в организации экспозиций и научно-исследовательской работе. На данный момент в фондах музея хранятся около 14 тысяч наименований, из которых больше чем пять тысяч составляет основной фонд, который включен в Латвийскую национальную музейную коллекцию. В собрании музея имеются документы, фотографии, книги и предметы. Особо стоит отметить собрание мемуаров XIX—XX веков, богатую коллекцию семейных фотографий и материалы различных еврейских организаций межвоенного периода.

## Здание
Музей находится в здании Рижской еврейской общины, в историческом здании еврейского клуба и театра, на улице Сколас, д. 6. Здание построено в 1913—1914 годах по инициативе Джорджа Армитстеда и проекту знаменитых архитекторов Эдмунда Тромповского и Пауля Мандельштама. Здесь в 1926 году начала выступать труппа еврейского театра, для нужд которой здание перестроили. Также в этом здании находились разные еврейские общественные организации и еврейская библиотека. Здесь часто организовывались еврейские праздники — свадьбы, лекции, концерты и собрания. В 1941—1944 гг., во время нацистской оккупации Латвии, в здании находился клуб немецких офицеров. В советское время здание действовало как Дом политического просвещения, где происходили разные идеологические мероприятия, в том числе конгрессы коммунистической партии. Историческое здание еврейского театра было возвращено еврейской общине в начале 1990-х годов. Это здание — охраняемый государством памятник архитектуры.